# Eusebio (console 489)
Flavio Eusebio (in latino Flavius Eusebius; fl. 489-497) è stato un politico bizantino.

## Biografia
Eusebio fu eletto console nel 489, carica che esercitò per la seconda volta nel 493. Tra il 492 e il 497 fu magister officiorum per la corte orientale; nel 496 l'imperatore Anastasio I lo inviò come messaggero presso il patriarca di Costantinopoli Eufemio.
È forse da identificarsi con quell'Eusebio che l'imperatore Zenone inviò nel 476 come ambasciatore presso la corte dei sovrano sasanide Peroz e che fu presente alla penultima spedizione dei Sasanidi contro gli Unni bianchi; probabilmente la sua presenza a corte è collegata alla richiesta, avanzata dai Romani nel 483, che i Sasanidi restituissero la fortezza di Nisibis, secondo quanto stabilito dal patto stipulato tra Gioviano e Sapore II nel 363.